# Rječina-Brücke
Die Rječina-Brücke (kroatisch Most Rječina) ist eine aus zwei parallelen Bauwerken bestehende Autobahnbrücke im Zuge der Umfahrung von Rijeka in Kroatien, die die Autocesta A7 bzw. die Europastraße 61 in rund 100 m Höhe über die Schlucht der Rječina führt.

## Lage
Sie steht etwa 1,5 km Luftlinie oberhalb der Mündung der Rječina in die Bucht von Rijeka. Die nördliche, 195 m lange Brücke wird unmittelbar von dem 424 m langen Tunnel Katarina im Westen und dem 854 m langen Tunnel Trsat im Osten eingerahmt; die südliche, 209 m lange Brücke steht zwischen dem zurückgesetzten, 186 m langen Tunnel Katarina und dem 839 m langen Tunnel Trsat. Von der Brücke geht der Blick zur Burg Trsat auf der gleichnamigen Anhöhe, auf der sich auch der älteste Marien-Wallfahrtsort Kroatiens befindet. Soweit die kurze Zeit zwischen den Tunneln es zulässt, hat man auch einen Blick auf die Schlucht, die Altstadt von Rijeka und die Bucht von Rijeka an der Adria. Am östlichen Hang untertunnelt eine örtliche Straße einen Felsvorsprung unter der Brücke. Der Fußweg Riječke Šetnice führt unter der Brücke durch die Schlucht. Wenige Meter flussabwärts steht die Tvornica papira Rijeka, eine 1821 gegründete Papierfabrik, die bis 1996 in Betrieb war. Gegenüber steht das Wasserkraftwerk der Hidroelektrana Rijeka, das Wasser durch einen rund 4 km langen Druckstollen von der Brana Valići erhält, der 1968 gebauten Staumauer des Stausees Valići (Jezero Valići). Neben dem Kraftwerk befindet sich die von einer filigranen Kuppel aus Stahl und Glas überdeckte Zvir-Quelle.

## Geschichte
Die Umgehungsstraße wurde seit den 1970er Jahren geplant. 1975 entschied man sich für zwei Sprengwerkbrücken als wirtschaftlichste Lösung. Die Nordbrücke wurde zwischen 1980 und 1984 gebaut, aber erst 1988 zusammen mit der Umfahrung dem Verkehr übergeben. Die Südbrücke wurde zwischen 2008 und 2009 gebaut, als die Umfahrung und deren Anbindung an die A6 / E65 endgültig fertig wurden.
2012 wurde die Nordbrücke grundlegend saniert.

## Beschreibung
Die beiden Brückenbauwerke sind äußerlich weitgehend baugleich, abgesehen von geringfügigen geländebedingten Längenunterschieden. Die Südbrücke musste in konstruktiver Hinsicht aber den vergrößerten Verkehrslasten und den in 30 Jahren weiterentwickelten technischen Normen gerecht werden, die zum Beispiel strengere Anforderungen hinsichtlich Windlasten, Erdbebensicherheit und Spannbeton vorsahen. Dies führte zu einer etwas stärkeren Ausführung der Südbrücke. Beim Bau mussten besondere Maßnahmen zum Schutz der Zvir-Quelle ergriffen werden und ein störungsfreier Verkehr auf der Nordbrücke sichergestellt werden.
Die Südbrücke hat einen seitlichen Abstand zu Nordbrücke von rund 7 m. Beide haben zwei Fahrspuren, aber keinen Pannenstreifen und keine Gehwege.
Die beiden Brücken haben jeweils einen Fahrbahnträger aus einem einzelligen Spannbeton-Hohlkasten mit trapezförmigen Querschnitt und einer beiderseitig auskragenden, 12 m breiten Deckplatte. Die Bauhöhe des Hohlkastens nimmt von 3 m an den Enden und der Mitte bis auf 5 m über den schrägen Streben zu, die ihn als Sprengwerk tragen bzw. mit ihm eine Trapezrahmenbrücke bilden. Durch diese beiden Streben wird der Fahrbahnträger in drei Abschnitte geteilt, dessen Mittelstück 108,5 m lang ist. Die Streben sind ebenfalls aus Spannbeton mit einem Hohlquerschnitt. Ihr unteres Ende steht jeweils auf einem Fundament am Hang der Schlucht. Die Stützweite zwischen ihren dortigen Lagern beträgt 146,33 m.